# Almirante Brown (nehézcirkáló)
Az ARA Almirante Brown nehézcirkáló és testvérhajója, a ARA Veinticinco de Mayo  Olaszországban, Genovában épült argentin megrendelésre. Tulajdonképpen az olasz Trento osztályú nehézcirkálók kicsinyített változatai voltak. Dél-Amerikában korukban kiváló hajóknak számítottak, de a nagyhatalmak nehézcirkálóival sem fegyverzetüket tekintve, sem páncélzatukkal vagy nagyságukkal sem vehették fel a versenyt.
Az ír származású William (Guillermo) Brown (1777-1857) admirálisról, az argentin flotta atyjáról nevezték el.
A két nehézcirkáló a hatvanas évekig maradt szolgálatban; harmincéves üzemidejük alatt nagyobb javításuk nem vált szükségessé.
A hajót 6 darab Yarrow-kazán és 2 darab Parsons-turbina (2 hajócsavar) hajtotta.

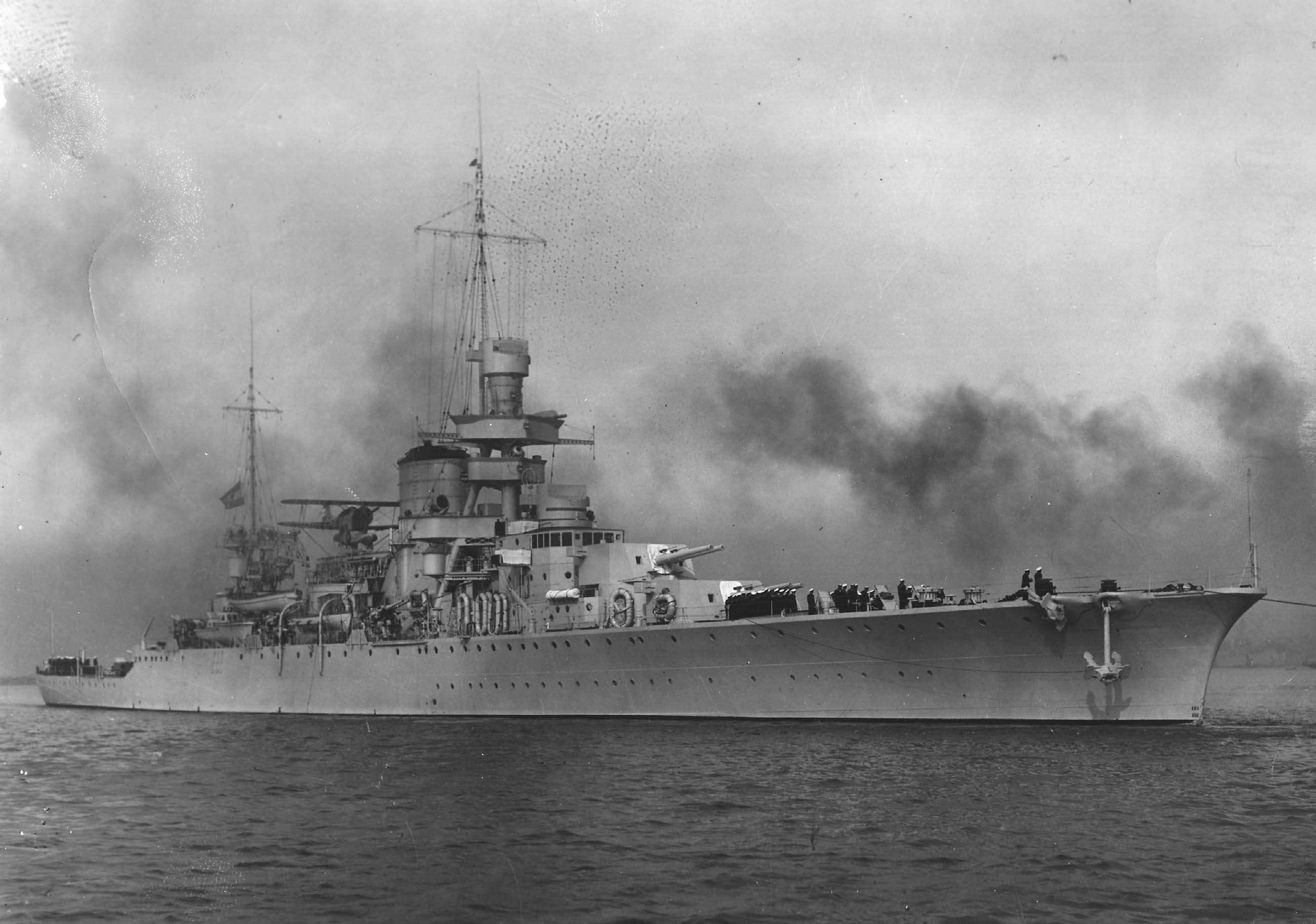
Az argentin ARA Almirante Brown nehézcirkáló 1949-ben.
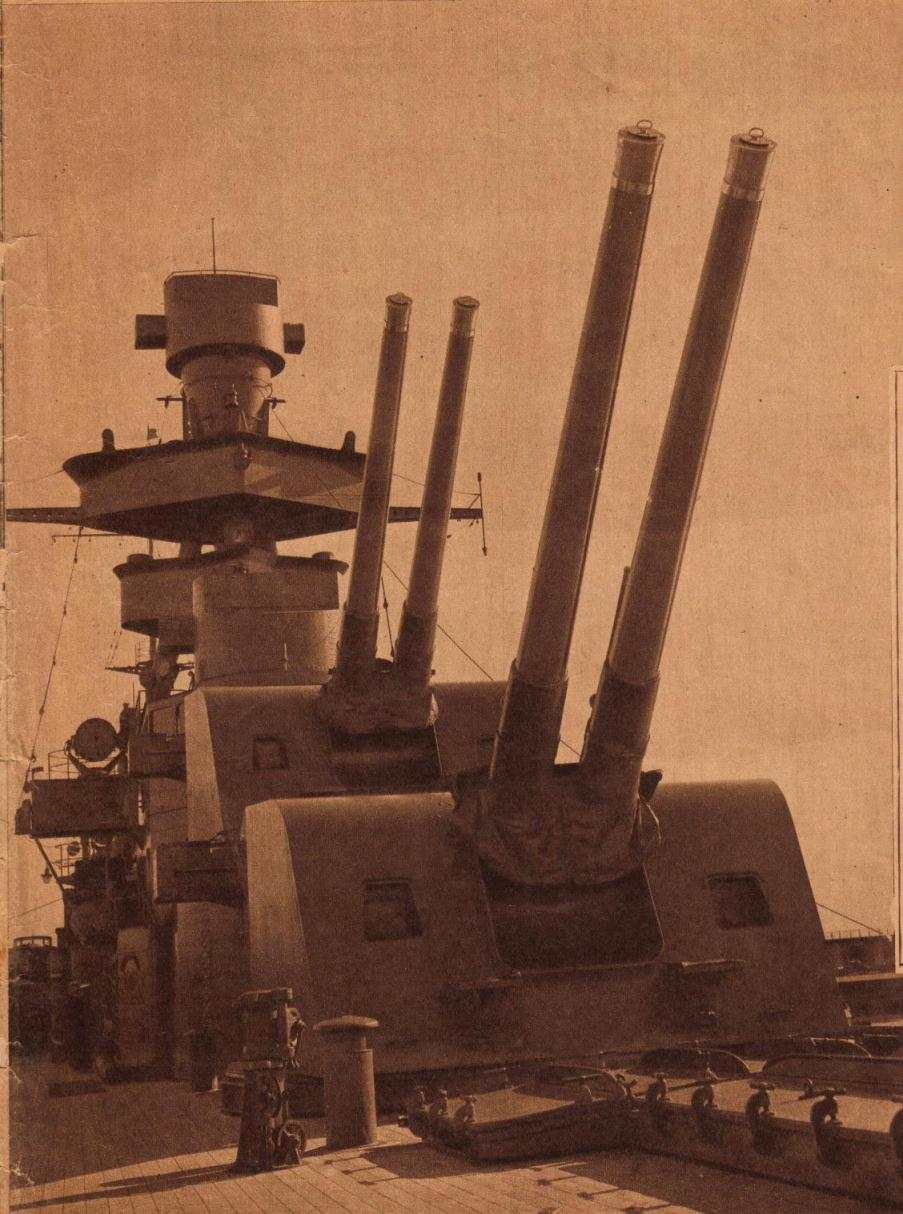
Az argentin ARA Almirante Brown nehézcirkáló első 190 mm-es fő lövegtornyai maximális csőemelkedésnél 1934-ben.
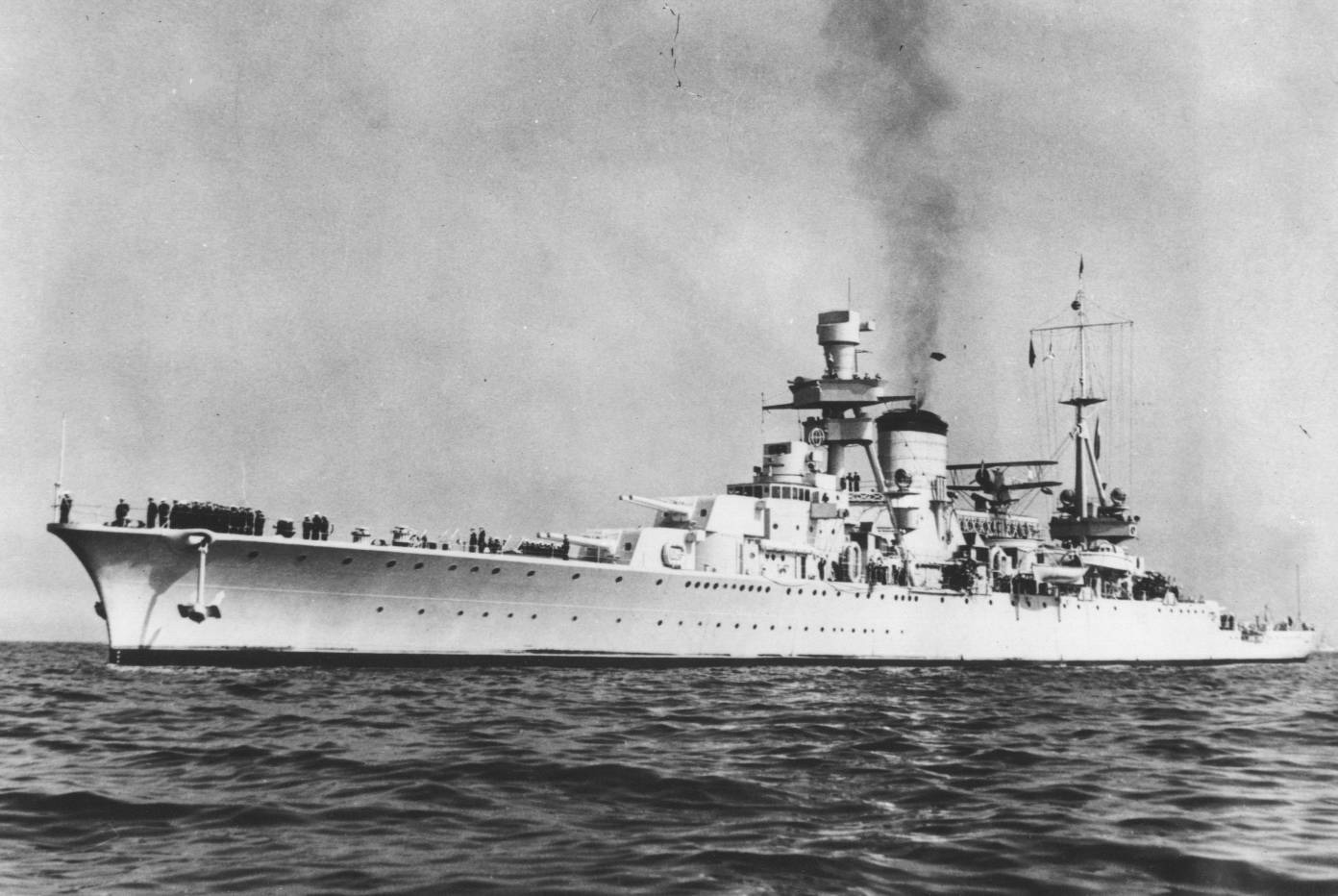
Az argentin ARA Veinticinco de Mayo nehézcirkáló, az ARA Almirante Brown testvérhajója.